# Gložan
Gložan (en serbe cyrillique : Гложан ; en slovaque Hložany) est une localité de Serbie située dans la province autonome de Voïvodine. Elle fait partie de la municipalité de Bački Petrovac dans le district de Bačka méridionale. Au recensement de 2011, elle comptait 1 996 habitants.
Gložan est officiellement classé parmi les villages de Serbie.

## Démographie

### Évolution historique de la population
| 1948  | 1953  | 1961  | 1971  | 1981  | 1991  | 2002  | 2011  |
| ----- | ----- | ----- | ----- | ----- | ----- | ----- | ----- |
| 2 776 | 2 754 | 2 839 | 2 682 | 2 569 | 2 491 | 2 283 | 1 996 |

|  |